# Singré
Singré est l'un des quatre arrondissements de la commune de Copargo dans le département de la Donga au Bénin.

## Géographie
Singré est situé au centre-ouest du Bénin et compte 10 villages que sont Bissinra, Dakpera, Karhum-dora, Karhup-malero, Karhum-yaourou, Maho, Nimourou, Passangré, Singré et Taho.

## Démographie
Selon le recensement de la population de 2013 conduit par l'Institut national de la statistique et de l'analyse économique (INSAE), Singré compte 17 372 habitants  .